# Slow Hands (песня Найла Хорана)
«Slow Hands» («медленные; ленивые руки») — второй сольный сингл ирландского певца Найла Хорана (одного из участников англо-ирландской группы One Direction) из его дебютного альбома Flicker. Сингл достиг позиции № 3 в Австралии (где получил золотую сертификацию) и седьмого места в чарте Великобритании, а также был в двадцатке лучших радиоэфирной мейнстримовой музыки в США (Adult Top 40 и Mainstream Top 40)

## История
Песня вышла 4 мая 2017 года. Сингл был успешным, он достиг позиции № 3 в Австралии, № 7 в Великобритании, и был в лучшей полусотне в американском в Billboard (США).
Песня получила положительные отзывы музыкальной критики и интернет-изданий: Billboard, Rolling Stone, The Irish Times.

### Награды и номинации
| Год  | Награда            | Категория                | Результат |
| ---- | ------------------ | ------------------------ | --------- |
| 2017 | Teen Choice Awards | Choice Song: Male Artist | Победа    |

## Чарты и сертификации
| Чарт (2017)                         | Высшая позиция |
| ----------------------------------- | -------------- |
| Австралия (ARIA)                    | 2              |
| Австрия (Ö3 Austria Top 40)         | 26             |
| Бельгия/Фландрия (Ultratop 50)      | 30             |
| Бельгия/Валлония (Ultratop 50)      | 33             |
| Канада (Billboard Canadian Hot 100) | 9              |
| Чехия (Rádio — Top 100)             | 47             |
| Чехия (Singles Digitál Top 100)     | 25             |
| Denmark (Tracklisten)               | 36             |
| Франция (SNEP)                      | 66             |
| Германия (GfK)                      | 72             |
| Венгрия (Single Top 40)             | 26             |
| Венгрия (Stream Top 40)             | 37             |
| Ireland (IRMA)                      | 3              |
| Italy (FIMI)                        | 81             |
| Japan (Japan Hot 100)               | 80             |
| Latvia (Latvijas Top 40)            | 7              |
| Нидерланды (Dutch Top 40)           | 13             |
| Нидерланды (Single Top 100)         | 36             |
| New Zealand (Recorded Music NZ)     | 8              |
| Philippines (Philippine Hot 100)    | 32             |
| Португалия (AFP)                    | 51             |
| Шотландия (OCC Scotland)            | 3              |
| Словакия (Rádio — Top 100)          | 58             |
| Словакия (Singles Digitál Top 100)  | 28             |
| Испания (PROMUSICAE)                | 37             |
| Швеция (Sverigetopplistan)          | 40             |
| Швейцария (Schweizer Hitparade)     | 47             |
| Великобритания (OCC UK Singles)     | 7              |
| США (Billboard Hot 100)             | 15             |
| США (Billboard Adult Contemporary)  | 26             |
| США (Billboard Adult Pop Airplay)   | 9              |
| США (Billboard Dance Club Songs)    | 46             |
| США (Billboard Pop Airplay)         | 7              |

## Сертификации
| Регион | Сертификация  | Продажи   |
| --- | ------------- | --------- |
| Австралия (ARIA) | 2× Платиновый | 140 000   |
| Новая Зеландия (RMNZ) | Платиновый    | 30 000    |
| Великобритания (BPI) | 2× Платиновый | 1 200 000 |
| * Данные о продажах приведены только на основе сертификации. ^ Данные о тиражах приведены только на основе сертификации. |               |           |